# Districtul Si That
Si That (în thailandeză ศรีธาตุ) este un district (Amphoe) din provincia Udon Thani, Thailanda, cu o populație de 47.888 de locuitori și o suprafață de 512,5 km².

## Componență
Districtul este subdivizat în 7 subdistricte (tambon), care sunt subdivizate în 81 de sate (muban).
| Nr. | Nume           | În thailandeză | Sate | Locuitori |  |
| --- | -------------- | -------------- | ---- | --------- |  |
| 1.  | Si That        | ศรีธาตุ          | 11   | 8,193     |  |
| 2.  | Champi         | จำปี            | 17   | 7,977     |  |
| 3.  | Ban Prong      | บ้านโปร่ง        | 11   | 5,549     |  |
| 4.  | Hua Na Kham    | หัวนาคำ         | 14   | 10,602    |  |
| 5.  | Nong Nok Khian | หนองนกเขียน     | 7    | 4,445     |  |
| 6.  | Na Yung        | นายูง           | 10   | 5,069     |  |
| 7.  | Tat Thong      | ตาดทอง         | 11   | 6,053     |  |